# Crematogaster ledouxi
Crematogaster ledouxi är en myrart som beskrevs av Soulie 1961. Crematogaster ledouxi ingår i släktet Crematogaster och familjen myror. Inga underarter finns listade i Catalogue of Life.